# Alberto Ginés
Alberto Ginés López (Cáceres, 23 de octubre de 2002) es un deportista español que compite en escalada, campeón olímpico en Tokio 2020.
Participó en dos Juegos Olímpicos de Verano, obteniendo una medalla de oro en Tokio 2020, en la prueba combinada, y el séptimo lugar en París 2024, en la misma prueba. Ganó tres medallas en el Campeonato Europeo de Escalada, en los años 2019 y 2022.

## Trayectoria
Empezó a practicar el deporte de escalada con tres años. Desde 2016 compite a nivel internacional, primero en la categoría juvenil, y a partir de julio de 2018 en la categoría absoluta, cuando disputó la Copa Mundial celebrada en Arco, Italia. En 2018 se trasladó a Barcelona para entrenar en el CAR de San Cugat del Vallés.
En los Juegos de Tokio 2020 se convirtió en el primer campeón olímpico de este deporte al obtener la medalla de oro en la prueba combinada. En la final quedó primero en velocidad, séptimo en bloques y cuarto en dificultad, con un resultado total de 28 puntos, superando al estadounidense Nathaniel Coleman (30 pts.) y al austríaco Jakob Schubert (35 pts.).
En el Campeonato Europeo de 2019 ganó la medalla de plata en la prueba de dificultad. En el Campeonato Europeo de 2022 se hizo con los bronces tanto en dificultad como en la prueba combinada.

## Palmarés internacional
| Juegos Olímpicos   | Juegos Olímpicos        | Juegos Olímpicos  | Juegos Olímpicos |
| Año                | Lugar                   | Medalla           | Prueba           |
| ------------------ | ----------------------- | ----------------- | ---------------- |
| 2020               | Tokio (Japón)           | Medalla de oro    | Combinada        |
| Campeonato Europeo |                         |                   |                  |
| Año                | Lugar                   | Medalla           | Prueba           |
| 2019               | Edimburgo (Reino Unido) | Medalla de plata  | Dificultad       |
| 2022               | Múnich (Alemania)       | Medalla de bronce | Dificultad       |
| 2022               | Múnich (Alemania)       | Medalla de bronce | Combinada        |